# Haidmühle
Haidmühle település Németországban, azon belül Bajorországban. Lakosainak száma 1408 fő (2023. december 31.). Haidmühle Hinterschmiding, Neureichenau, Strážný és Stožec községekkel határos.

## Népesség
A település népessége az elmúlt években az alábbi módon változott:
| Lakosok száma | 619  | 564  | 1715 | 1778 | 1526 | 1331 | 1341 | 1321 | 1369 | 1408 |
|               | 1875 | 1900 | 1950 | 1970 | 1987 | 2013 | 2015 | 2017 | 2021 | 2023 |